# Eopenthes cognatus
Eopenthes cognatus är en skalbaggsart som beskrevs av Sharp 1908. Eopenthes cognatus ingår i släktet Eopenthes och familjen knäppare. Inga underarter finns listade i Catalogue of Life.